# Filippo (marito di Berenice I)
Filippo (in greco antico: Φίλιππος?, Phílippos; ... – 318 a.C.) è stato un militare macedone antico.

## Biografia
Filippo era figlio di un nobile macedone di nome Aminta e di madre ignota. Ricoprì il ruolo di ufficiale nell'esercito di Alessandro Magno. Filippo comandò una delle falangi nelle guerre di Alessandro e in particolare una delle divisioni della falange nella Battaglia del Granico, nel maggio del 334 a.C. Il suo nome non compare più successivamente nelle campagne di Alessandro, ma perlomeno è identificabile.
Secondo Plutarco (Pirro, 4.4) Filippo si sposò una prima volta ed ebbe dei figli, tuttavia l'identità della moglie e della prole è sconosciuta.
Circa nel 325 a.C. Filippo sposò in seconde nozze e come primo marito Berenice I, dalla quale ebbe Magas, Antigone e Teossena. Pausania (1.7.1) critica il suo matrimonio con Berenice e lo descrive come "un Macedone, ma senza fama e di umili origini". Le fonti antiche non dicono nient'altro su di lui e non ci sono evidenze che provino il contrario. Filippo dovrebbe essere stato di una classe sociale nobile e influente, dato che ha sposato la nipote di secondo grado del potente Antipatro.